# Battlezone
Battlezone (lett. "zona di battaglia") è un videogioco arcade prodotto da Atari nel 1980. Mostra una visione reticolata in prima persona, utilizzando grafica vettoriale, su di uno schermo a tubo catodico in bianco e nero, che appare in sezioni verde e rossa grazie a materiale trasparente sovrapposto. Per via della novità di gioco e l'aspetto, questo gioco fu molto popolare per diversi anni.
Durante gli anni 80 Battlezone è stato convertito per diversi computer domestici, tra cui IBM compatibile, Apple II, Atari ST, Commodore 64, ZX Spectrum e Atari XEGS. La versione per Atari 2600 utilizza grafica raster per via delle limitazioni tecniche.

## Modalità di gioco
L'ambiente è una pianura con orizzonte montagnoso, sono visibili anche la luna crescente e un vulcano in eruzione. Il giocatore controlla un carro armato con visuale in prima persona, in grado di ruotare su sé stesso, avanzare, indietreggiare e sparare ad alzo zero colpi che vengono visualizzati come piccole piramidi che viaggiano puntate verso l'obiettivo. La torretta non è girevole ma solidale al carro, per cui la visuale coinciderà sempre con la direzione dello spostamento.
Sulla pianura sono sparsi vari solidi geometrici come piramidi e cubi, trasparenti e indistruttibili, che possono essere usati come riparo. In alto sullo schermo appare anche un radar che mostra la posizione del nemico.
Si combatte perlopiù contro altri carri armati, che superata una soglia di punteggio diventano del modello più veloce e dalla sagoma più ristretta.
Ogni tanto appaiono anche dischi volanti che si muovono lentamente sullo sfondo, e missili guidati che percorrono una traiettoria spezzata imprevedibile. I dischi volanti sono innocui, ma non appaiono al radar.
Si può sparare solo un colpo alla volta: una volta partito non si avrà a disposizione il successivo, finché quello sparato non avrà colpito il bersaglio o avrà raggiunto il limite di gittata. Anche i nemici appaiono in campo sempre uno alla volta; eliminato uno, entra in gioco il successivo. L'UFO può apparire contemporaneamente a un carro armato, e perfino essere accidentalmente colpito da questo.
Tutti i nemici si distruggono con un solo colpo, inclusi i missili. Così come il proprio carro, che se colpito visualizzerà sullo schermo delle linee di frattura.
Si vincono nuove vite a varie soglie di punteggio.

## Macchina da sala
La macchina da sala giochi standard era verticale, con una sorta di "periscopio" da cui si osserva il gioco appoggiandovi la faccia, ma è comunque possibile agli spettatori osservare lo schermo dai lati. In seguito uscì anche una versione senza periscopio. La macchina senza periscopio uscì anche in versione più piccola e cocktail, con schermo inclinato verso l'alto.
I comandi sono due joystick, entrambi con solo movimento fronte-retro, ognuno dei quali controlla uno dei due cingoli, il movimento perciò è il risultato della combinazione dei due (es. per ruotare su sé stessi si mandano i cingoli in direzioni opposte). Solo uno dei joystick include un pulsante per sparare.
Durante l'inserimento delle iniziali per il record si sente la Ouverture 1812 di Pëtr Il'ič Čajkovskij.

## Sviluppo
La tecnica vettoriale è simile a quella di giochi come Asteroids. Il gioco fu sviluppato da Ed Rotberg, che sviluppò molti giochi per Atari, Atari Games e Sente.
Atari e la sua sussidiaria Kee Games avevano già pubblicato giochi simili, ma bidimensionali, nella serie di Tank.
L'aspetto di Battlezone ha anche somiglianze con il videogioco Panther, scritto per il sistema PLATO nel 1975.
Una versione chiamata The Bradley Trainer (anche conosciuta come Army Battlezone o Military Battlezone) fu sviluppata per l'utilizzo per l'esercito degli Stati Uniti per addestrare mitragliatori sul Bradley Fighting Vehicle. Solo due vennero prodotti; uno fu consegnato all'esercito e si presume si sia perduto, e l'altro si trova in una collezione privata. Il simulatore era basato sul controllo del Bradley Fighting Vehicle e più tardi riutilizzato nel gioco arcade Star Wars. Il Bradley Trainer differisce notevolmente dal Battlezone originale poiché possiede elicotteri, missili e mitragliatrici; in più il carro armato del guidatore non si muove, e i fucili ruotano semplicemente. Apparentemente alcuni sviluppatori all'interno dell'Atari rifiutarono di lavorare sul progetto per la sua associazione con l'esercito.
Poiché utilizza grafica 3D in prima persona, combinata con un vero e proprio "visore" in cui il giocatore mette la faccia, Battlezone può essere considerato il primo vero gioco in realtà virtuale. Analogamente, il Bradley Trainer è considerato il primo apparecchio di addestramento in realtà virtuale utilizzato dall'esercito statunitense.

## Serie ufficiale
Battlezone ha avuto una serie di seguiti e rifacimenti ufficiali, a partire da Battlezone 2000 per Atari Lynx, che include un "gioco nascosto" con solidi non trasparenti.
Nel 1998 la Activision ha pubblicato un rifacimento in 3D per Microsoft Windows, chiamato sempre Battlezone. La somiglianza però è minima, essendo un gioco ben più complicato, con elementi di strategia in tempo reale.
Battlezone II: Combat Commander è un altro seguito, pubblicato dalla Pandemic Studios nel 1999.

## Eredità
Battlezone ha ispirato numerosi cloni e varianti.
Red Baron è uno pseudo-seguito della stessa Atari, del 1980, che riciclava molto dell'hardware di Battlezone.
Un gioco molto simile chiamato Stellar 7 (1983) venne pubblicato per Commodore 64 e portato anche a Apple II, DOS e Amiga. Ebbe un seguito, Nova 9, per Amiga e DOS, della Sierra Online. Un clone di Battlezone per il sistema operativo Domain/OS venne scritto nel 1986. Anche Rommel's Revenge ed Encounter (1983) per vari computer, Arena (1985) per ZX Spectrum e Amstrad CPC, Backlash (1987) per Atari ST e Amiga, Battle Command (1990) per varie piattaforme, e Spectre (1991) per Macintosh, hanno somiglianze più o meno forti con Battlezone.
Le workstation SGI dei primi anni novanta avevano un gioco derivato, chiamato BZ, con supporto per multigiocatore in rete e possibilità di lanciare missili guidati.
Su SourceForge è disponibile una versione open source, BZFlag (BattleZone Capture the Flag), con supporto di rete e vera grafica 3D.
T-Mek della Atari, del 1994, è un altro discendente di Battlezone, molto più complesso. La macchina da sala è fatta a cabina con sedile integrato per il giocatore.